# Inger Alestig
Inger Alestig, född 1955, är en svensk journalist och författare.
Alestig var mellan 2000 och 2015 kulturredaktör på tidningen Dagen, och numera (2020) reporter med utrikesfrågor i Europa som inriktning.